# Aleksandr Čučelov
Aleksandr Dmitrievič Čučelov (in russo Александр Дмитриевич Чучелов?; Tallinn, 26 aprile 1933 – Tallinn, 1º gennaio 2017) è stato un velista sovietico, dal 1991 estone.

## Palmarès

### Olimpiadi
- 1 medaglia:
  - 1 argento (Roma 1960 nella classe Finn)